# 限制物权
限制物权（台湾称为定限物权；limited real right；qualified property），为了一定的目的而可以支配物的权利。举例来说，为了担保债权或者使用土地而可以部分地支配物。
限制物权与“绝对无限制”的全面支配物的所有权（完全物权）相对立。因此，近代民法中限制物权与所有权的关系，不同于以前的上级所有权与下级所有权，或者分割所有关系。限制物权与所有权有着本质的差异。即，所有权是物权的根源，而限制物权是非根源性的，换言之，只是在一定的限度内被拟定的一种支配物的方法。而分割所有权中各方的权利是同质的权利，仅仅在量上存在差异。
近代民法将对物的支配方法分为根源性与非根源性两种，限制物权是根据物的全面支配者即所有权人的自由意思而创设的。因此，也可以说限制物权是在他人的物上成立的非所有者的物权。在这种意义上，限制物权具有他物权的性质。但是，在某些特殊情况下，限制物权不具有他物权的性质。
民法中所认可的限制物权有用益物权和担保物权两类。前者是利用土地本身的效用即使用价值的权利，后者是把握物的交换价值的权利。